# Godfrey Copley
Godfrey Copley (c. 1653 - 1709) foi um proprietário de terras inglês.
Foi eleito Membros da Royal Society em 1691.